# リリー・フランキー「スナック ラジオ」
『リリー・フランキー「スナック ラジオ」』は、TOKYO FMをキーステーションにJFN38局で放送されているラジオ番組。

## 概要
2010年4月から2020年3月まで、10年間にわたって放送してきた『KIRIN BEER "Good Luck" LIVE』の放送枠を受け継ぎ、パーソナリティのリリー・フランキーが店主に見立てて、アルバイト店員ないしチーママ1〜3人を交えて土曜の夕方に「開店準備の時間」の模様を届ける番組。『カウントダウンステーション』時代を含め長らく音楽ライブ番組としてきた放送内容から一転してトーク主体の番組となっている。
2021年6月5日放送分より2021年12月25日放送分まで、ショートビデオアプリのTikTokがスポンサーを務め、これを記念して同アプリの番組公式アカウントが開設された。同月7日には、番組開始以来初となる生配信が実施された。
2022年12月23日には、初の公開録音「リリー・フランキー 『スナックラジオ』 公開録音スペシャル on X’mas Eve Eve」が東京FMホールで行われた。またその模様は2023年1月7日と1月14日に渡って放送された。

## 放送時間
- 毎週土曜日 16:00-16:55

### 特別番組
- 2021年4月25日 6:00-6:30 - 『スナックラジオ 朝の東京ラジオスペシャル』（TOKYO FMのみ)
- 2021年12月31日23:00 - 2022年1月1日1:00 『スナックラジオ～年越し営業SP』[6]（TOKYO FM / JFN38局）[7]
- 2023年12月31日23:00 - 2024年1月1日1:00「スナックラジオ年越し営業スペシャル（公開生放送）」[8]

### 放送休止

#### 2020年
- 8月15日 -『村上RADIOサマースペシャル2020』のため。
- 9月26日 -『みんなの応援村 presents エール・プラネット』のため。

#### 2022年
- 3月26日 -『ルートインホテル presents 旅ソングBINGO』のため。
- 7月2日　- 『GOOD GROOVE RADIO Powered by VEZEL e:HEV』のため。
- 12月31日　− 『キリン一番搾り presents みんなと乾杯！』のため。

#### 2023年
- 12月30日 - 上述12月31日の年越し生放送の関係で、通常日曜23:00-23:30に生放送されている『鈴木敏夫のジブリ汗まみれ』、同23:30-23:55に生放送されている『The Classic』と放送枠を交換したため[9]

## ネット局
| 放送地域 | 放送局                  |
| -------- | ----------------------- |
| 東京都   | TOKYO FM※制作局         |
| 北海道   | AIR-G'                  |
| 青森県   | AFB                     |
| 岩手県   | FM IWATE                |
| 宮城県   | Date fm                 |
| 秋田県   | AFM                     |
| 山形県   | Rhythm station          |
| 福島県   | ふくしまFM              |
| 栃木県   | RADIO BERRY             |
| 群馬県   | FMぐんま                |
| 新潟県   | FM-NIIGATA              |
| 長野県   | FM長野                  |
| 富山県   | FMとやま                |
| 石川県   | HELLO FIVE              |
| 福井県   | FM福井                  |
| 岐阜県   | FM GIFU                 |
| 静岡県   | K-mix                   |
| 愛知県   | FM AICHI                |
| 三重県   | レディオキューブ FM三重 |

| 放送地域       | 放送局         |
| -------------- | -------------- |
| 滋賀県         | e-radio        |
| 大阪府         | FM大阪         |
| 兵庫県         | Kiss FM KOBE   |
| 鳥取県・島根県 | V-air          |
| 岡山県         | FM岡山         |
| 広島県         | HFM            |
| 山口県         | FMY            |
| 徳島県         | FM徳島         |
| 香川県         | FM香川         |
| 愛媛県         | JOEU-FM        |
| 高知県         | Hi-Six         |
| 福岡県         | FM FUKUOKA     |
| 佐賀県         | FMS            |
| 長崎県         | FM Nagasaki    |
| 熊本県         | FMK            |
| 大分県         | Air-Radio FM88 |
| 宮崎県         | JOY FM         |
| 鹿児島県       | μFM            |
| 沖縄県         | FM沖縄         |

## 出演者

### 店主
- リリー・フランキー

### アルバイト・チーママ

#### 現役
- BABI （2020年4月18日〜 一部の放送回を除き）
- しゅう （2022年6月25日〜）
- ひわ （2024年6月8日〜 ）

#### 実質退店
- 川村那月[1] （2020年6月13日〜2024年1月13日）

一部の放送回を除き毎回出演をしていたが、2023年5月以降は舞台出演などもあり長期休演していた。自身の結婚に伴って生活拠点をアメリカに移すため、レギュラー出演を終えたが、本人は帰国時などに出演したい意向も示している。

#### アルバイト
- 松野井雅 （2020年4月18日、4月25日、7月25日、8月1日）
- 峯岸みなみ（2020年5月2日、5月9日、6月6日、8月29日、9月5日、11月28日、12月５日、2021年6月19日、6月26日、2023年6月10日）
- 花井貴佑介 （2020年10月3日、10月10日、2021年3月13日、3月20日）
- 麻美ゆま（2021年2月13日、2月20日）
- ミッツ・マングローブ （2021年4月24日、12月11日、2022年11月19日）
- 小島瑠璃子 （2022年2月26日）
- 小沢仁志 (2022年12月17日)

### ゲスト
- 星屑スキャット（2020年4月4日）
- スチャダラパー（2020年4月11日）
- ムロツヨシ（2020年5月16日/23日）
- 黒住光（2020年5月30日）
- 野田洋次郎 （RADWIMPS）（2020年6月13日/20日）
- 山下智久（2020年7月11日/18日）
- 鳥越俊太郎（2020年8月1日）
- 斉藤和義（2020年9月12日/19日、2021年10月23日、2023年6月24日/7月1日）
- 峯田和伸 （銀杏BOYZ)（2020年10月17日/24日）
- 福山雅治（2020年12月12日/19日）
- 池田エライザ （2021年1月2日）
- ウクレレえいじ（2021年1月16日、9月18日、年越し営業SP)
- 亀梨和也 （KAT-TUN）（2021年3月13日）
- 安部勇磨 （never young beach）（2021年5月29日）
- 満島真之介（2021年7月3日）
- 大根仁、樋口卓治（2021年7月31日）
- 斎藤工（2021年9月11日）
- ANI （スチャダラパー）（2021年11月20日）
- 増子直純 （怒髪天）（2021年12月4日）
- メイリー・ムー （星屑スキャット）（2022年3月19日）

- マキタスポーツ（2022年4月2日）
- T字路s（2022年6月11日）
- 古市憲寿（2022年6月18日）

### その他関係者
ナレーション（ジングルヴォイス、冒頭ナレーション、提供クレジット）
- 浅野千鶴（イマジネイション所属の女優）

構成作家
- 大野ケイスケ

AD
- 道夫 - 番組ADでありながら「道」に詳しく、「道夫の交通情報」なるほぼ唯一の番組内コーナーを持つ。ただし、この「交通情報」はいわゆる「道路交通情報」や「トラフィックレポート」のようなものではなく、マニアックな道路の情報やサービスエリア・パーキングエリアなどを紹介するものである。

## エピソード
- 夕方枠ながら、下ネタ等アダルトな話題が多いこともあり、系列局から「（土曜夕方という）放送時間帯に合わないのではないか?」と疑問を呈された[10][11]ことがある。下ネタの強い番組ではあるが、放送上載せられないと判断された場合は「チリ〜ン」というベルの音がモザイク代わりに挿入される。
- 番組枠自体は55分、また、本編は50分程度であり、かつ、全局がフルネットで放送されているが、開始30分くらいしてリリーから「この時間からお聴きの皆さま、こんばんは。」とあいさつが入る。
- 2021年12月11日の放送で、当番組のスペシャル番組が同年12月31日の 23:00 - 25:00（2022年1月1日 1:00）に2時間の年越し番組として放送することを発表した。
- 放送開始早々の第3回（2020年4月18日）で、リスナーから内容がくだらないとか、店舗でラジオを流せないなど、苦情の洗礼を受け、リリー・フランキー自身、「局の偉い人から、半年くらいの番組なので安心してください。」と語っていた。
- 2024年1月27日・2月3日には当番組に先駆けて生放送されている『広瀬すずの「よはくじかん」』とコラボし、広瀬すずとのトークが生放送される[12]。
- 2024年2月24日には当番組の次番組として放送[13]している『川島明 そもそもの話』とコラボし、川島明とのトークが放送される。